# Platynota breviplicana
Platynota breviplicana es una especie de polilla del género Platynota, tribu Sparganothini, subfamilia Tortricinae.

## Distribución
Se distribuye por Granada.

## Taxonomía
Fue descrita por Walsingham en 1897 y publicada en Proceedings of the Zoological Society of London 1897: 135.